# Albertas Šimėnas
Albertas Šimėnas (* 17. února 1950) je litevský politik. Roku 1991 byl tři dny premiérem Litvy, během tzv. lednových událostí. V letech 1991–1992 byl ministrem hospodářství.
Vystudoval ekonomii na univerzitě ve Vilniusu. V letech 1984–1989 vyučoval na Gediminasově technické univerzitě ve Vilniusu. Během revolučního období roku 1989 se zapojil do hnutí Sąjūdis a byl zvolen do obnoveného litevského parlamentu, Seimasu, který 11. března 1990 vyhlásil nezávislost. V lednu 1991, po rezignaci Kazimiry Prunskienė, se stal premiérem, ovšem zmizel neznámo kam poté, co ruská armáda vstoupila do Vilniusu. Vládu narychlo převzal Gediminas Vagnorius. Šimėnas se objevil za pár dní a Vagnoriusovu pozici akceptoval. Vstoupil pak do jeho vlády v květnu 1991 jakožto ministr hospodářství. V roce 1994 se stal členem Litevské křesťanskodemokratické strany, za niž byl pro období 1996–2000 zvolen poslancem. Kolem roku 2004, po několika neúspěšných volbách, z politiky odešel.